# Lars Petter Nordhaug
Lars Petter Nordhaug (Lillehammer, Noruega, 14 de maig de 1984) és un ciclista noruec, ja retirat, que fou professional del 2005 al 2017. Va córrer als equips Joker-Bianchi, Belkin Pro Cycling, Team Sky i Aqua Blue Sport.
Durant la seva carrera va prendre part en tres edicions dels Jocs Olímpics d'Estiu, el 2008, 2012 i 2016. En el seu palmarès destaca la victòria al Campionat de Noruega en ruta de 2006, el Gran Premi Ciclista de Mont-real de 2012 i el Tour de Yorkshire de 2015.

## Palmarès
- 2002
  - 1r al Trofeu de les Ardenes flamenques junior
- 2005
  -  Campió de Noruega en ruta sub-23
- 2006
  -  Campió de Noruega en ruta
- 2008
  - 1r a la Festningsrittet i vencedor de 2 etapes
- 2009
  - Vencedor d'una etapa del Tour de Normandia
  - Vencedor d'una etapa de la Volta a Irlanda
- 2012
  - 1r al Gran Premi Ciclista de Mont-real
  - 1r al Trofeu Deià
  - Vencedor d'una etapa de la Volta a Dinamarca
- 2014
  - Vencedor d'una etapa de l'Arctic Race of Norway
- 2015
  - 1r al Tour de Yorkshire, vencedor d'una etapa i 1r de la classificació per punts

### Resultats a la Volta a Espanya
- 2010. No surt (8a etapa)

### Resultats al Giro d'Itàlia
- 2011. 92è de la classificació general

### Resultats al Tour de França
- 2013. 50è de la classificació general